# Полковник (Гетьманщина)

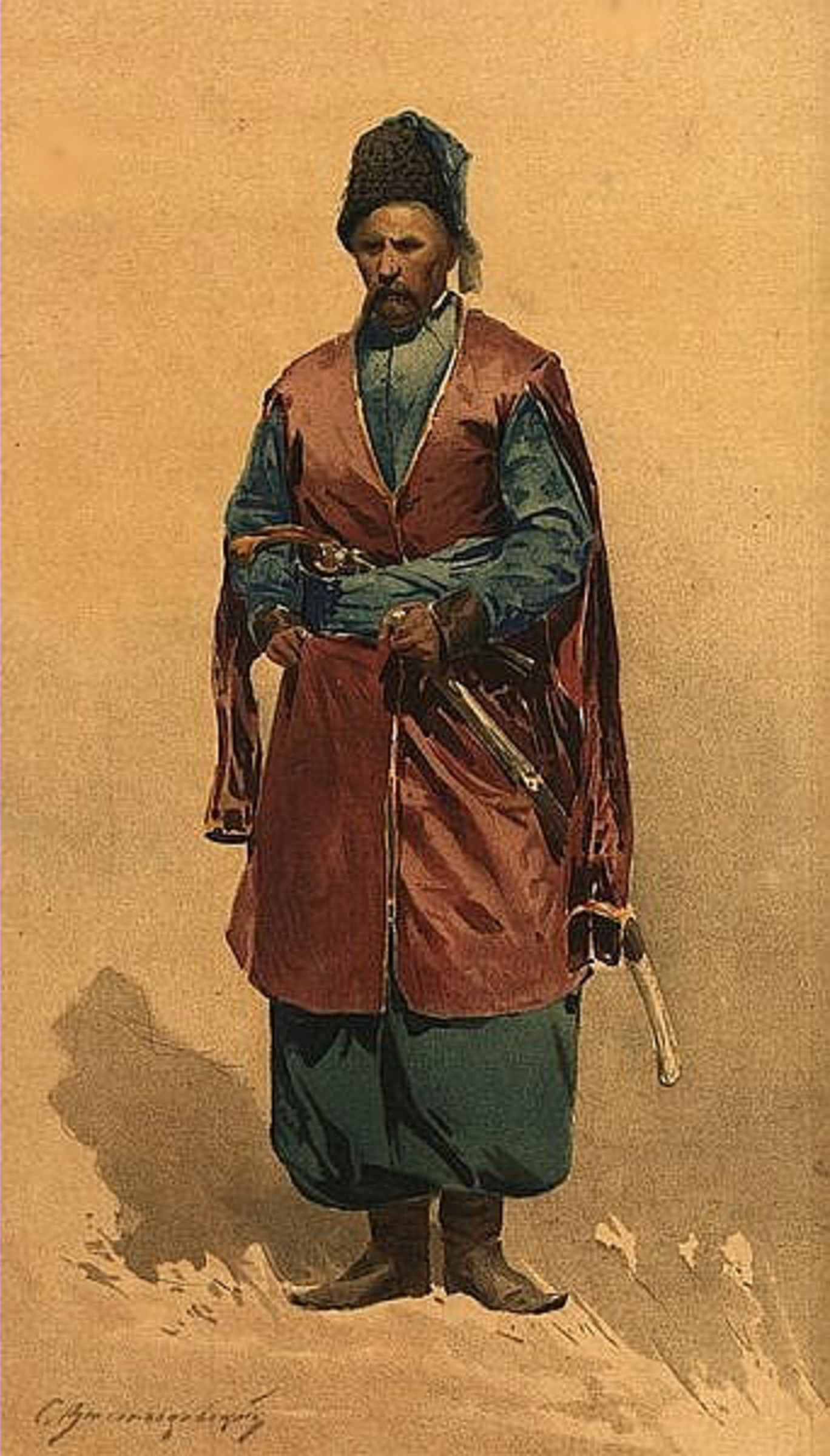
Козацький полковник

Полко́вник — військове звання під час національно-визвольної війни українського народу під проводом Богдана Хмельницького 1648-57 років та після відновлення української національної держави — Гетьманщини, особи, що очолювала військову і адміністративно-територіальну одиницю — полк.

## Історія чину
Полковник призначався гетьманом, або обирався на полковій козацькій раді за погодженням і наступним затвердженням царським урядом і зосереджував у своїх руках виконавчу та судову владу. На території полку полковник очолював полкову старшину, виконував доручення і накази гетьмана, відав фінансами, очолював судівництво та інше. У військовому відношенні він був відповідальним за стан формованого на території полку військового підрозділу. Полковник дбав про його боєздатність, забезпечував дисципліну і матеріальне забезпечення, доглядав за станом фортифікаційних споруд тощо. Особу, яка тимчасово виконувала обов'язки полковника, називали наказним полковником. Призначався з числа полкової старшини або заможних козаків.
Категорії претендентів на полковницький уряд вперше були задокументовані у Переяславських статтях. В них Юрієм Хмельницьким було уведено норму, згідно якої обрання полковників, як й інших старшин, обов'язково мало
відбуватися не за вказівкою гетьмана, а з волі «товариства» та включено цілий ряд заборон, реґламентацій щодо процедур призначення чи
звільнення полковників і рис, що ними мали володіти претенденти:
| - обирати серед місцевих: «кого межъ себя излюбятъ изъ своихъ полковъ, а изъ иных полковъ въ полковники не выбиратъ» - не дозволялось обирати на полковництво (як, власне, і на інші старшинські уряди) іновірців: «Въ Войске ж Запорожскомъ всякимъ начальнымъ людеямъ, кроме православныхъ христіянъ, иныхъ ни которыхъ вере людемъ впредь не быть» - не дозволялось посідати старшинські уряди вихрещеним іноземцям: «потому что отъ новокрещенныхъ многая въ Войске смута и междоусобіе зачинается, да имъ Войска Запорожского козакамъ чинятся налоги и тесноты»[1] |
Починаючи з Мазепи ці засади було порушено. Не дотримувались регламенту й слабовільний Скоропадський та Апостол, за часу котрого особливого поширення набув непотизм.
Посада полковника була ліквідована в процесі знищення царським урядом української державності. У Слобідській Україні це було здійснено у 1765 році, на Гетьманщині — у 80-х роках 18 століття. Полковники, як і інші представники козацької старшини були зрівняні в правах з російським дворянством і влилися до його складу. У Правобережній Україні, що перебувала, під владою Польщі, козацькі полки було ліквідовано у 1711–1714 роках.